# Tarzan of the Apes

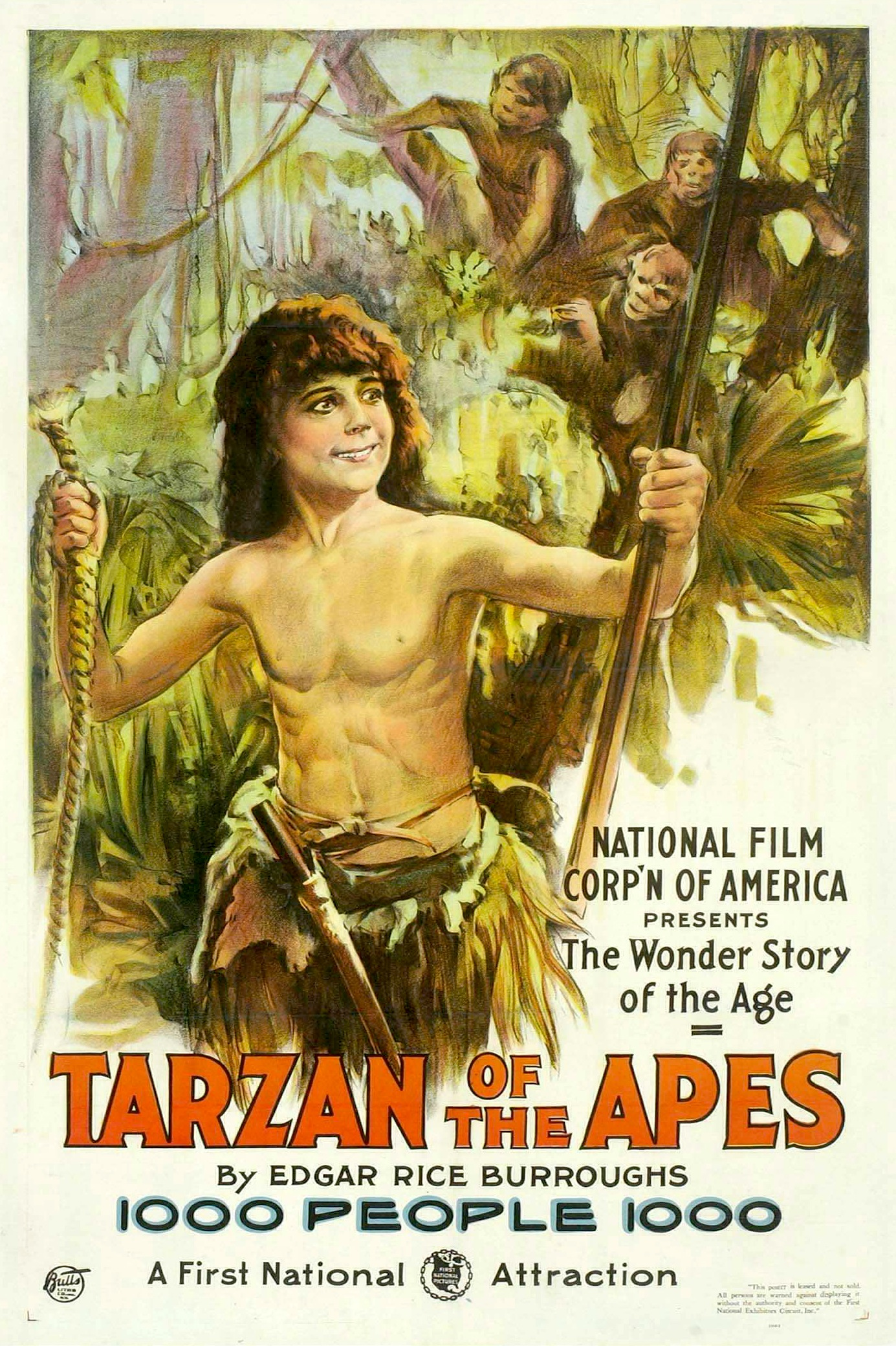
Gordon Griffith nel ruolo del giovane Tarzan

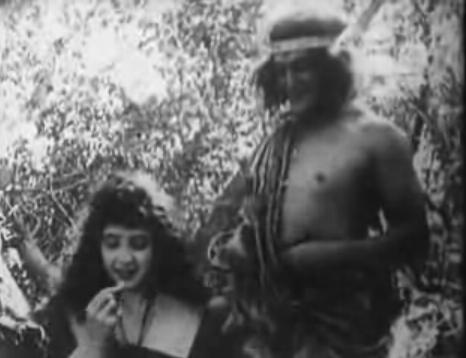
Elmo Lincoln, il primo Tarzan cinematografico, con Enid Markey (Jane)

Tarzan of the Apes è un film muto del 1918 diretto da Scott Sidney.
Il soggetto è liberamente tratto dal famoso romanzo d'avventura Tarzan delle Scimmie di Edgar Rice Burroughs del 1912 ed è il primo film della storia del cinema in cui compare il personaggio.
A interpretare il ruolo di Tarzan sono chiamati Gordon Griffith, uno dei migliori attori bambini dell'epoca, e Elmo Lincoln, un attore già specializzatosi in ruoli di "uomo forte". Enid Markey fu la prima Jane. Soprattutto per Griffith e Lincoln il film rappresentò un grosso successo personale, che diede loro la possibilità di girare altri film importanti e garantì la loro presenza nei sequel: The Romance of Tarzan (1918), The Son of Tarzan (1920), e The Adventures of Tarzan (1921).

## Trama
John e Alice Clayton sono passeggeri della barca Fuwalda, la cui destinazione è l'Africa. La nave subisce un ammutinamento e i Clayton sono salvati dal marinaio Binns. I due coniugi, però, vengono abbandonati su una costa tropicale. I due si costruiscono un rifugio e Alice dà alla luce un bambino. Un giorno, però, i Clayton vengono uccisi dagli indigeni e il piccolo resta solo e indifeso. Verrà adottato da Kala, una femmina di gorilla che si prende cura di lui come se il bambino fosse suo figlio. Crescendo, il ragazzo (Gordon Griffith) diventa Tarzan e quindi il re delle scimmie.
Anni dopo, Binns torna in Africa per cercare i Clayton. Il marinaio scopre Tarzan (Elmo Lincoln) e ritorna in Inghilterra a riferire ciò che era accaduto. Una spedizione guidata dal professor Porter è inviata ad indagare. La figlia del professore, Jane (Enid Markey), che fa parte anche lei della spedizione, è catturata dai nativi. Salvata da Tarzan, si innamora di lui e lui di lei.

## Produzione
Il film fu prodotto da William Parsons per la National Film Corporation of America.

## Distribuzione
Distribuito dalla First National Exhibitors' Circuit, il film uscì nelle sale cinematografiche statunitensi il 27 gennaio 1918.